# El Paso Open
O El Paso Open foi um torneio masculino de golfe no PGA Tour disputado na década de 1920 e na década de 1950. Decorreu no El Paso Country Club, em El Paso, Texas. Em 1929, Bill Mehlhorn vence com o placar de 271, recorde para um torneio de 72 buracos.

## Campeões
- 1959 Marty Furgol[2]
- 1954–58 Não houve torneio
- 1953 Chandler Harper[3]
- 1952 Cary Middlecoff[4]
- 1930–51 Não houve torneio
- 1929 Bill Mehlhorn[1]
- 1928 Larry Nabholtz[5]
- 1927 Tommy Armour[6]